# École pédagogique azerbaïdjanaise d'Erevan
L'École pédagogique azerbaïdjanaise d'Erevan ou le Collège technique pédagogique azerbaïdjanais d'Erevan (en azéri : İrəvan Pedaqoji Azərbaycan Məktəbi ; İrəvan Pedaqoji Azərbaycan Texnikumu, 1924 - 1948) est une école technique qui fonctionnait dans la RSS d'Arménie ; un internat qui prépare les enseignants pour les écoles azerbaïdjanaises en Arménie.

## Historique
Le Collège technique pédagogique d'Erevan en Azerbaïdjan est créé à Erevan en 1924. 
Depuis 1936, le collège s'appelait École pédagogique azerbaïdjanaise d'Erevan. En 1930-1935, 102 étudiants et enseignants de l'école technique sont soumis à la répression sous le nom de bey, khan , propriétaire, golchomag,  kulak.
Plus de 100 000 Azerbaïdjanais sont expulsés d'Arménie par les décisions du Conseil des ministres de l'Union soviétique du 23 décembre 1947 et du 10 mars 1948. En 1948, parallèlement à la réinstallation de la population azerbaïdjanaise, l'école pédagogique azerbaïdjanaise d'Erevan et la branche azerbaïdjanaise de l'Institut pédagogique d'État d'Erevan est également expulsée. L'école pédagogique azerbaïdjanaise d'Erevan est transférée dans le district de Khanlar en Azerbaïdjan, et la branche azerbaïdjanaise de l'Institut pédagogique d'État d'Erevan est transférée dans la ville de Bakou, dans les facultés concernées de l'actuelle Université pédagogique d'État d'Azerbaïdjan. 
En 1928-1930, l'académicien Yusif Mammadaliyev travaillait comme enseignant au Collège pédagogique d'Erevan. L'académicien Budag Budagov en est un ancien élève. 